# Chöömij

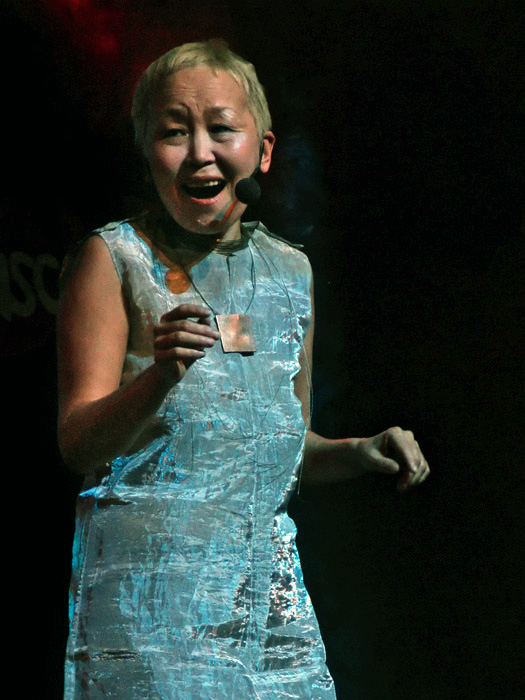
Chöömijsångaren Sainkho Namtchylak 2004.

Chöömij (tuvinska: Хөөмей, Chöömej; mongoliska: хөөмий, chöömij; förenklad kinesiska: 呼麦; traditionell kinesiska: 呼麥), även stavat khöömii, xöömej, chöömei, xoomii, khoomei, khöömei eller höömey, är en sorts strupsång som används i folkmusiken från Tuva och Mongoliet.
Ordet används både för att beskriva en variant av strupsång som är karaktäristisk för folkmusiken i Tuva (en variant som låter ungefär som en bordun ackompanjerad av en theremin) och för att beskriva de olika typerna av strupsång från Tuva (som kan variera från ett jordbävningsliknande mullrande över mellanregistrets rytmer till de olika stilarna i det högsta registren). Alla tuvinska strupsångstekniker går ut på att forma munnens olika håligheter så att stämbanden samtidigt bildar flera övertoner.
Den tuvinska musiken, som är inspirerad av stäppen och ofta handlar om hästar, ligger tematiskt nära den västerländska country-musiken. Genom strupsången och det orientaliska språket får dock musiken ett för västerländska öron mycket väsensskilt uttryck.
Den tuvinska sångtekniken har påverkat musiken i flera andra kulturer. Munkar i Tibet anpassade för länge sedan sin sång till den subharmoniska kargyraa och i modern tid har amerikanska New Age-musiker fått stor uppmärksamhet med det andliga uttrycket i khöömei- och sygytmusiken - dess höga stämmor som inte ska sammanblandas med falsettsång.
Hur många olika sångstilar eller -tekniker som den tuvinska strupsången håller sig med är omdiskuterat. De tre viktigaste sångteknikerna är khöömei, kargyraa och sygyt. Andra stilar som omnämns är borbangnadyr, tjylandyk, dumtjuktaar, ezengileer och kanzip.  Dessa betraktas dock av somliga som variationer av de tre huvudstilarna.